# تانیا تاکر
تانیا توکر (انگلیسی: Tanya Tucker؛ زادهٔ ۱۰ اکتبر ۱۹۵۸) یک موسیقی‌دان اهل ایالات متحده آمریکا است.
از کارهای معروف او می‌توان به بازی در فیلم کانتری سخت اشاره کرد.